# Ромул Август
Флавій Ромул Август (лат. Flavius Romulus Augustus; 460-й або 470-й — після 507) — останній імператор Західної Римської імперії (475—476), був узурпатором влади. Останнім визнаним Константинополем імператором був Юлій Непот. Ромула Августа часто називають Ромул Августул (лат. Augustulus), тобто малим Ромулом Августом.

## Життя
Флавій Ромул народився у Паннонії. Його батьком був магістр італійської армії Орест, який раніше почав свою кар'єру як дипломат у Аттіли. Мати — Барбарія (Варвара), донька Ромула, коміта Норіку.
У серпні 475 року він підняв у Равенні заколот проти імператора Юлія Непота. Пізніше у жовтні, вступивши в Рим, проголосив імператором свого сина Ромула, якому було тільки близько десяти років. За нього правив, звичайно ж, його батько Орест. Трохи раніше римляни взяли як союзників аланів, а також скірів та деякі інші готські племена. І наскільки за цей час військовий стан варварів зміцнів, настільки впало значення римських військових сил; урешті-решт варвари побажали, щоб римляни поділили з ними всі землі в Італії.

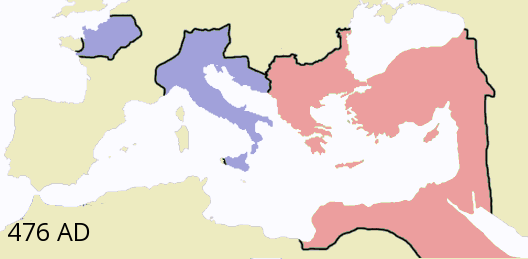
Східна і Західна Римські імперії у 476 р.

Одоакр, один з імператорських охоронців, взявся придушити заколот Ореста. Він пообіцяв варварам виконати для них те, на що вони заявили претензії, однак у тому випадку, якщо вони поставлять його на чолі правління. Захопивши Равенну, Одоакр передав варварам обіцяну третю частину земель. Він стратив Ореста та скинув Ромула Августа 28 серпня 476 року, проте зберіг йому життя і вислав у (castellum Lucullanum) біля Неаполя. Одоакр відправив листа у Константинополь до імператора Сходу Зенона, в якому просив визнати його правителем Італії. Зенон погодився, але зажадав, щоб Одоакр визнав Юлія Непота імператором Заходу, на що Одоакр також погодився. Хоча Непот вже не зміг відновити реальний контроль над Італією, він продовжував визнаватися імператором аж до його смерті у екзилі в Далмації у 480 році.
Ромула було заслано до вілли Лукулла (Castellum Lucullanum), що була передана йому у власність і де він проживав як приватна особа. Також Одоакр передав колишньому імператору 6 тис. солідів.
У 492 році Ромул разом з матір'ю допоміг монаху Євніппію поблизу вілли заснувати монастир, а саму віллу перетворив на фортецю. Остання згадка про Ромула датується 507 роком.

## Кінець Західної Римської імперії
Повалення останнього імператора Західної Римської імперії Ромула Августа німецьким вождем Одоакром 4 вересня 476 р. вважається традиційною датою падіння Західної Римської імперії. Ромул продовжував жити в своєму кампанському маєтку і одержував платню від Одоакра та інших королів Італії, в тому числі Теодоріха в сумі 6000 солідусів. Він був ще живий у 511 році. В останні роки життя колишній імператор заснував монастир. Мабуть, він помер до відновлення візантійської влади в Італії (тобто до 536 року). З усуненням останнього імператора Західної Римської імперії завершується і її історія як державного утворення, в той час як історія Східньої Римської імперії тривала до 1453 року.